# Hubbard (Iowa)
Hubbard è un comune degli Stati Uniti d'America, situato nello Stato dell'Iowa, nella contea di Hardin.